# Jean Dessès
Jean Dessès, né Jean Dimitre Virginie le 6 août 1904 à Alexandrie en Égypte et mort à Athènes en Grèce le 2 août 1970, est un couturier égyptien né de parents grecs.
Il a possédé à Paris, de 1937 à 1968, l'une des plus importantes maisons de couture de l'époque, avec Balenciaga et Molyneux, comptant plus de 200 employés et sise 37, avenue George-V, dans un immeuble de quatre étages. Ensuite sa deuxième maison investit l'Hôtel Eiffel sis 17, avenue Matignon et 1, rue Rabelais, et enfin la troisième, le 12, rond-point des Champs-Élysées.
Utilisant la technique nommée « moulage » en conjonction avec l’esthétique sculpturale de l'Antiquité, Jean Dessès se fait remarquer dès l'ouverture de sa maison. Il bénéficie de la couverture des journaux quotidiens ainsi que de la presse spécialisée dans la mode.
Les caractéristiques de son style sont les coupes et structures intérieures complexes, les plissages et torsions de matière avec une préférence pour des tissus vaporeux : les tulles, mousselines, draps légers et jerseys souples.
Le savoir faire en modélisme a permis à Jean Dessès de vriller ou plier des pans de tissus pour créer des formes qui apparaissent faciles mais difficilement copiées et réinterprétées.
Ses modèles sont caractérisés par les décolletés généreux en carré, en dard, en pointe, en cœur prolongés profondément dans le dos, les détails géants comme les cols, les revers ou les poignets à large entournure ainsi que l'accumulation des boutons, des ourlets insolites, des revers effilés, l'ampleur du buste rejeté en arrière, les manches kimono. Des pièces transformables : la robe de jour devient robe du soir, le manteau réversible, deux en un, le gilet détachable, le col amovible, le boléro trompe-l’œil.
Ses robes drapées avec les plissés placés, qui retombent sur le côté, en avant en arrière, en souples panneaux comme des pétales qui demandaient de cinquante et jusqu'à soixante mètres de mousseline. Tout au long de sa carrière, Jean Dessès a essayé de détrôner le noir par l’utilisation des couleurs, douces, brumeuses et indéfinissables dans des nuances les plus subtiles et tendres.

## Histoire

### Débuts
Jean Dessès poursuit des études de droit afin d'entrer dans la carrière diplomatique et fait « Sciences Po ». Il a une adoration pour sa mère et, à huit ans, il dessine pour elle la robe qu'il souhaite la voir porter. C'est une robe de gaze écossaise blanche et noire avec, dans le dos, un énorme nœud de velours noir.

### Années 1920: l'âge d'or
Jeune étudiant, Jean Dessès, imprégné par cette atmosphère des Années folles décide de se lancer dans la mode. Il présente ses dessins à des couturiers dans le quartier de la Madeleine. Le nom du premier qui consent à lui acheter des croquis est tombé dans l'oubli mais, fort de ce premier succès il décide de continuer sa prospection.
Ainsi il se retrouve dans la maison de couture de Madame Jane, rue de la Paix, centre de la haute couture à l'époque, qui accepte de réaliser plusieurs de ses modèles. Les modèles furent si applaudis qu'elle lui confia la direction de son atelier pendant dix ans.

### Années 1930: la griffe de grand couturier

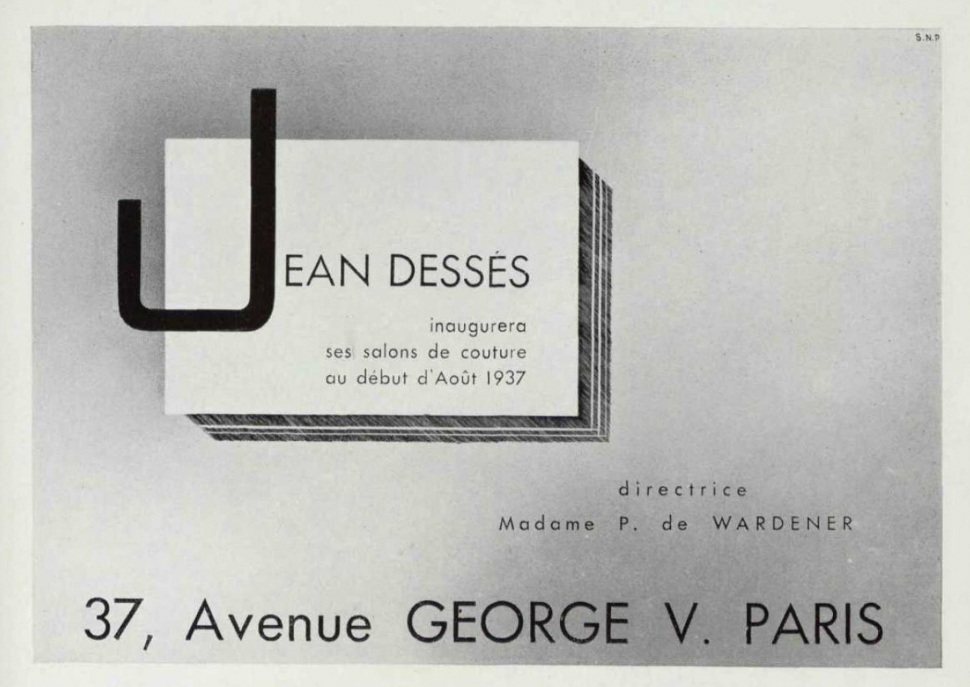
Graphisme Marcel Dormay, imprimerie Léon Hacker & cie.

Âgé de 33 ans en septembre 1937, dans le triangle d'or de Paris, 37, avenue George-V, il ouvre sa maison de couture.
La nouvelle maison est remarquée par la presse dès sa première collection par l'élégance de ses manteaux en lainage garni de renard argenté, d'un col et des manches d'astrakan gris.

### Années 1940: la maison de couture sous l'occupation
Dans les années 1940 il n'est plus question d'ornements, de surcharge mais au contraire, de dépouillement. La mode s'adapte désormais aux circonstances pour devenir nette, simple. C'est par des coupes d'une technique nouvelle que Jean Dessès emploie dans ses collections sobres, seyantes, jeunes et pratiques, essentiellement parisiennes qu'il se fait distinguer. Les robes y sont des pièces indispensables. Elles se plient sans se froisser, coupées dans des lainages légers, en toile, en foulard, en crêpe, elles sont à la fois sport et citadines. Jean Dessès a mis partout un grand tact pour se maintenir entre ce qui parait trop luxueux et ce qui ne doit pas attrister davantage. Afin de sauver la sobriété de ses robes de lainage ou de crêpe noir, il les décore par un jeu de fines nervures, accompagne les plis par une architecture habile, met du piqué blanc en plastron, en revers sur des tailleurs sombres.

### Années 1950: la quintessence de la haute couture
Après les terreurs de la guerre c'est un monde nouveau et la mode change. Les couturiers veulent séduire et réussir à influencer la mode populaire. En 1948, l'hôtel du baron Gustave Eiffel, 1, rue Rabelais et 17, avenue Matignon se trouva vacant et Dessès y transporte ses salons avec, situées au rez-de-chaussée, deux boutiques baptisées « Sœurs Hortensias ». L'une toute bleue et l'autre rose, respectivement pour les accessoires et colifichets pour une clientèle moins fortunée ne pouvant pas se permettre le sur-mesure.
Après la fermeture de la maison Lucien Lelong, la première de l'atelier tailleur, Germaine Devaucou, rejoint Jean Dessès.
La maison de couture en octobre 1949 a 12 ans d'existence.
L'hiver 1949, Jean Dessès présentela collection Cerfs volants définie par la ligne « Lasso », intégralement publiée dans le supplément du magazine Femina. Désirant conserver une égalité d'intérêts, cette période représente l'affirmation du couturier mettant fin aux pourparlers avec les investisseurs.
Le talent de Dessès consiste à créer personnellement toutes ses robes avec une précision et une vitesse étonnante; il coupe, drape, épingle lui-même ses modèles.
Collectionneur et amateur d’art, il s'installe au Cours d'Albert-Ier au 10e étage d'un immeuble moderne et confie à Victor H. Grandpierre la décoration de son appartement, de ses boutiques à Paris et à Athènes et de sa maison de couture.
À partir de 1950, Jean Dessès innove et conçoit des modèles pour la fabrication en série pour le marché américain. Jusqu'en 1956, il effectue 12 voyages pour diffuser ses créations exclusives aux grands magasins de luxe à New York : Bergdorf Goodman, Neiman Marcus, Saks et vendre des patronages aux confectionneurs des séries destinées au grand public.

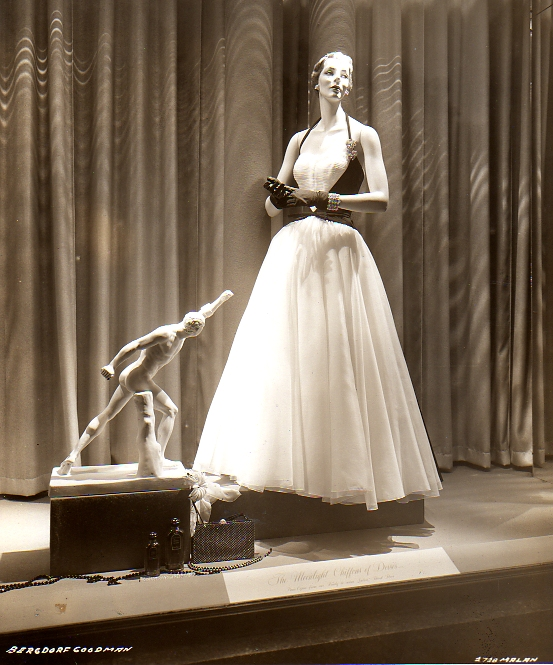
Vitrine Bergdorf Goodman NY, « The Moonlight Chiffon of Dessès ».

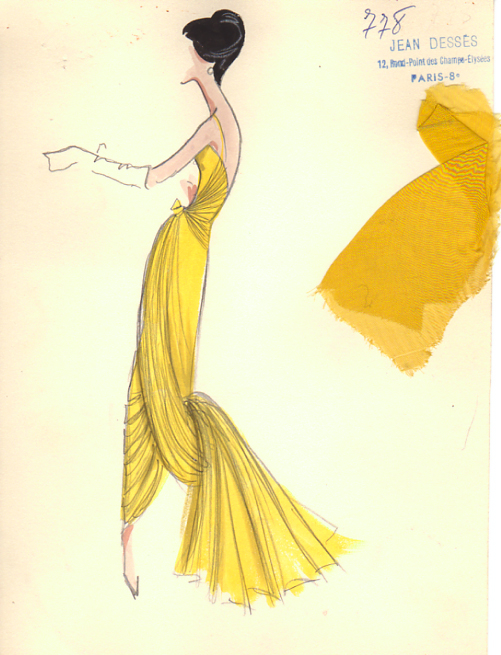
Dessès Yellow Glow.

Jean Dessès crée la boutique Bazar en 1953. Elle remplace les magasins Hortensia, pour vendre des robes sur mesure plus abordables que les modèles de la haute couture.
Au cours de 1955 après des expériences aux États-Unis où il vend sa licence à deux fabricants, il crée une ligne basée sur le système américain de confection en séries ready-to-wear et la nomme Diffusion. Les produits issus de celle-ci sont distribués dans un certain nombre de magasins en France et en Afrique du Nord. Il s'entoure d'assistants, notamment le modéliste Guy Laroche et le styliste Valentino qui commence sa carrière de couturier au sein de la maison .
En 1956 Jean Dessès signe un contrat avec les Galeries Lafayetteet devient l'un des premiers couturiers à ouvrir une boutique dans un grand magasin pour l'exploitation des modèles de prêt-à-porter.
La maison de couture en 1958 réalise un chiffre d'affaires annuel de 275 000 000 francs, emploie un personnel de 200 ouvriers. Pour réaliser une opération immobilière, Dessès abandonne les locaux de l'hôtel particulier.
Lors de la démolition, alors que la maison de couture est en pleine élaboration d'une nouvelle collection, il doit déménager mais s'installe au 12 rond-point des Champs-Élysées dans l'immeuble de madame Yvonne Alexandrine Le Baron. La même année, Jean Dessès monte la Société Nouvelle Jean Dessès.
L'année suivante, le capital social est augmenté. La nouvelle maison de couture comporte, en dehors du rayon robes, tailleurs et manteaux (prêt-à-porter et sur mesure), dix nouveaux rayons qui, tout en s'incorporant dans l'ensemble de l'affaire, bénéficient d'une certaine autonomie : fourrure de luxe et boutique, chapeaux sur mesure et boutique, plage et sports d'hiver, sweaters et jersey coupés, chaussures de luxe sur mesure et prêt-à-porter, sacs, gants, lingerie et corps de maison, bijoux vrais et faux, objets, cadeaux et gadgets. Le département de robes, tailleurs et manteaux comporte plusieurs rayons très distincts, dont le rayon de prêt-à-porter Maria Carine, qui vend à des prix assez bas et présente des collections de prêt-à-porter avec du stock dans plusieurs tailles pour l'exploitation en province et à l'étranger de deux collections annuelles sous la marque Jean Dessès Bazaar.

### Années 1960: le prêt-à-porter et la grande distribution
Une succursale ouvre à Athènes en 1960, en collaboration avec les fourreurs Sistovaris. Lors d'un cocktail de gala sous le patronage de la reine Frederika en 1961, Jean Dessès présente sa première collection de haute couture spécialement étudiée pour la vie méditerranéenne.
Malgré tous les efforts pour sauver sa maison, avec 40 ans de métier en 1963, Jean Dessès, le grand couturier informe la presse qu'il abandonne la Haute Couture, ferme sa maison du rond-point des Champs-Élysées et déclare se consacrer au prêt-à-porter et à la grande distribution. « Je capitule avec l'optimisme » dit le couturier. « Jusqu'à cette année; à chaque saison, on annonçait que la Haute Couture était morte, que les acheteurs ne venaient plus à Paris, mais les maisons de couture continuaient à présenter leurs collections dans le plus grand secret et ne semblaient pas faire faillite. »
Plein d'espoir[réf. souhaitée] Jean Dessès est le premier à passer la main.
La boutique prend le devant. La Haute Couture se retire, le luxe se déplace et la clientèle est triée sur le volet. Jean Dessès publie un communiqué annonçant l'arrêt d'exploitation du rayon « Fait sur mesure-Haute Couture » afin de moderniser les bases et les principes de la Haute Couture et ainsi pouvoir contrôler les prix de vente actuels. La maison d'Athènes subit une réduction de personnel mais poursuit la vente de parfums, sweaters, cravates, foulards et prêt-à-porter.
En 1963, Christiane Leconte Meyer, la marquise de Sourdis d'Escoubleau devient le gérant de la société jusqu'au 1968.
Alors que Jean Dessès est âgé de 64 ans, la société est placée en liquidation judiciaire. Cependant, le 17 octobre paraît un article dans le journal grec Apoyevmatini (en grec moderne Απογευματινή), présentant les collections de prêt-à-porter de Dessès-Sistovaris.

### Célébrités
Jean Dessès bénéficie de la confiance de ses associés et financiers Andréas Embiríkos, Aristote Onassis, Paul Boniface, René Burrus (ancien de chez Dior) et cultive des liens durables avec ses amies clientes : La Reine de Grèce Frederika de Hanovreses filles Sérénissime Princesse Sophie de Grèce et Irene, la duchesse de Kent Marina de Grèce, Farah Diba, la princesse Margaret, Christina Onassis, Jacqueline de Ribes, Marthe de Fels
Le couturier Jean dessès a créé les robes pour Maria Callas, Dalida, Marlène Dietrich, Rita Hayworth, Marika Rökk, María Félix, Michèle Morgan, Martine Carol, Jacqueline Delubac.

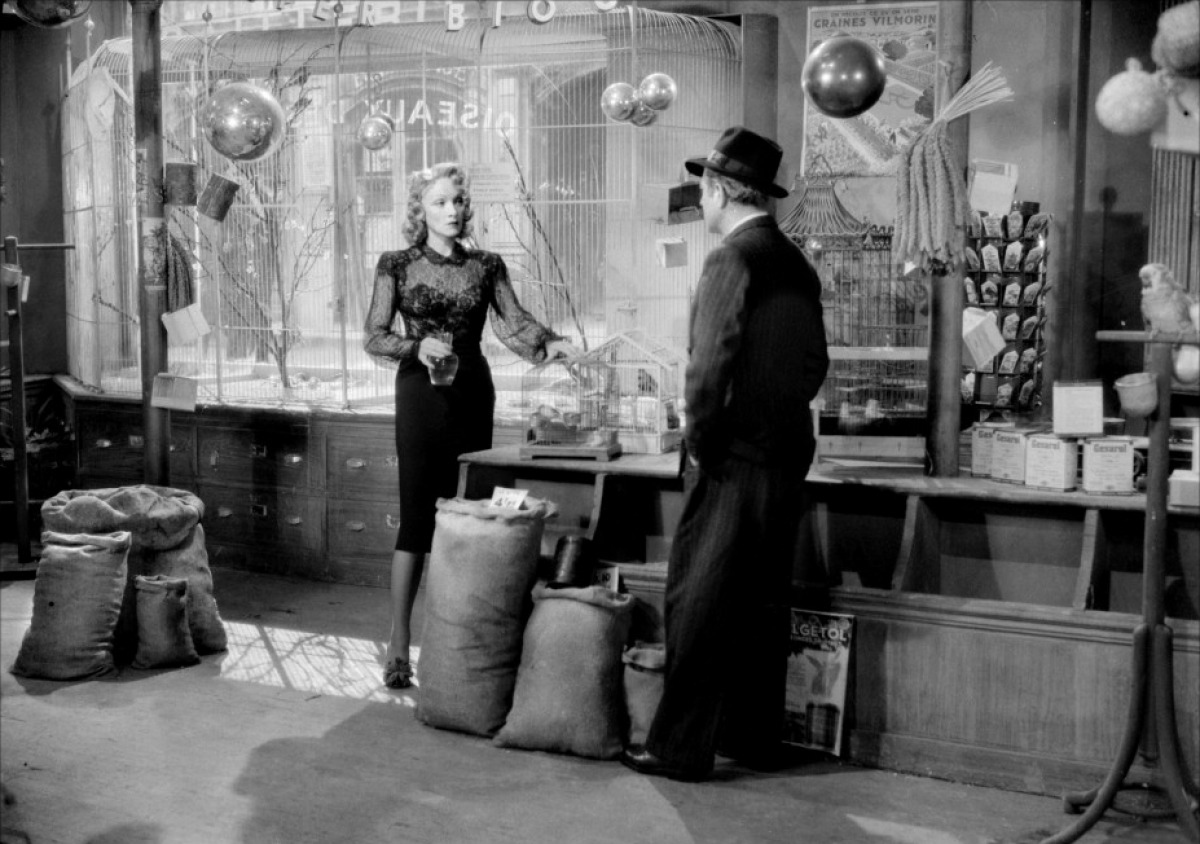
Marlene Dietrich habillée par JD pour Martin Roumagnac en 1946.

Les robes du soir griffées Jean Dessès sont également appréciées de nos jours par les stars : Renée Zellweger en 2011 et Jennifer Lopez en 2006 lors de la cérémonie des Oscars.
Kristin Davis[source insuffisante] pour la première de Sex and the city à N.Y.C. en 2010. Julianna Margulies[source insuffisante] pour « 100th Annual White Housse - Association dinner » à Washington.

### Charité
Jean Dessès participe aux manifestations comme Le Bal des petits lits blancs, gala annuel créé par le patron de presse Léon Bailby en 1918 ou au transatlantique April in Paris Ball au bénéfice de l'Hôpital français, des étudiants, refuge des petits, des gens en détresse, manifestation « d’extrême élégance » auquel l'élite de la société américaine et internationale se rend en 1955 à New York sous la présidence d’honneur de Mme Eisenhower, avec parmi les personnages célèbres Françoise Sagan.

### Mannequins haute couture et photographes
- Mannequins

Bettina Graziani, Geneviéve de Marcy, Suzy Parker, Monique Chevalier, Jean Patchett[source insuffisante], Sunny Harnett, Barbara Mullen, Lisa Fonssagrives, Eva Gerney, Jean Role, Ghislaine Asac, Christa Fiedler, Ivy Nicholson, Simone D'Aillencourt, Christa Päffgen (alias Nico), Ariane Rouchouse.
- Photographes

Georges Saad[source insuffisante], Henry Clarke, Philippe Poitier, Gordon Parks, Lillian Bassman, Vicky Raynaud, Georges Saad, Richard Avedon, Seeberger Brothers, Willy Maywald, Regina Relong, Sabine Weiss, Ginsbourger, Photo Shell, Erwin Blumenfeld, Norman Parkinson, Lionel Kazan.

## Parfums
Celui de Jean Dessès est un parfum chypré floral pour femme. Créé par Paul Vacher (en) pour les parfums Jean Dessès. Lancé en 1938. la publicité de l'époque le décrit comme « le parfum doux comme secret ». Le parfum comprend :
- Notes de tête : aldéhydes, citron, jacinthe, aubépine ;
- Note de cœur : Rose de mai, Jasmine égyptien, gardénia, oris et héliotrope ;
- Note de fond : civette , ambre gris, patchouli, santal, mousse de chêne.

Il existe quatre conditionnements :
- Celui par Jean Dessès, parfum en bouteille cristal de Baccarat taillé à la main avec bouchon or signé Mauboussin ;
- Eau de Cologne parfumée, forme de la bouteille identique à Celui mais en verre de cristal poli. Trois tailles 2,4,8 oz ;
- Celui, en bouteille en cristal lourd de Baccarat dans deux tailles 6" pour le parfum de toilette et 5" pour le parfum ;
- Le kit de voyage composé des deux bouteilles triangulaires avec capuchon en laiton dans un étui de cuir rouge.

Calispera
Gymicana Eau de Cologne pour homme